# 玉皇朝グループ
玉皇朝グループ（ぎょくおうちょう - 、Jade Dynasty Group）は、香港を中心に出版業やアニメーション・コンピュータゲームのライセンス取得・管理を行っている企業グループ。「香港漫画王」「香港漫画の父」と呼ばれる漫画家、黄玉郎が1993年に設立。登記上の本社はイギリス領バミューダ諸島に置かれている。代表者は唐啓立（代表取締役社長）。香港証券取引所上場（証券コード：HK0970）。
事業の中心は漫画の出版であり、漫画家で経営の中枢人物・黄玉郎の作品を主に発行しているが、日本の出版社からライセンス供与を受けた作品の繁体字中文翻訳・出版も行なっており、売上において大きな割合を占めている。